# Gare de Dudelange-Usines
La gare de Dudelange-Usines est une gare ferroviaire luxembourgeoise de la ligne 6b, Bettembourg – Volmerange-les-Mines, située sur le territoire de la commune de Dudelange dans le canton d'Esch-sur-Alzette.
Elle est mise en service en 1883 par la Direction générale impériale des chemins de fer d'Alsace-Lorraine, l'exploitant des lignes de la Société royale grand-ducale des chemins de fer Guillaume-Luxembourg.
C'est une halte voyageurs de la Société nationale des chemins de fer luxembourgeois (CFL), desservie par des trains Regional-Express (RE) et Regionalbunn (RB).

## Situation ferroviaire
Établie à 296 mètres d'altitude, la gare de Dudelange-Usines est située au point kilométrique (PK) 5,226 de la ligne 6b, Bettembourg - Dudelange-Usines (Volmerange-les-Mines), entre les gares de Dudelange-Centre et de Volmerange-les-Mines terminus de la ligne situé en territoire français.

## Histoire
La gare de Dudelange-Usines pour les marchandises est mise en service le 20 décembre 1883 par la Direction générale impériale des chemins de fer d'Alsace-Lorraine, l'exploitant des lignes de la Société royale grand-ducale des chemins de fer Guillaume-Luxembourg, lorsqu'elle ouvre à l'exploitation la ligne de Bettembourg à Dudelange-Usines. La gare voyageurs est mise en service en 1886.

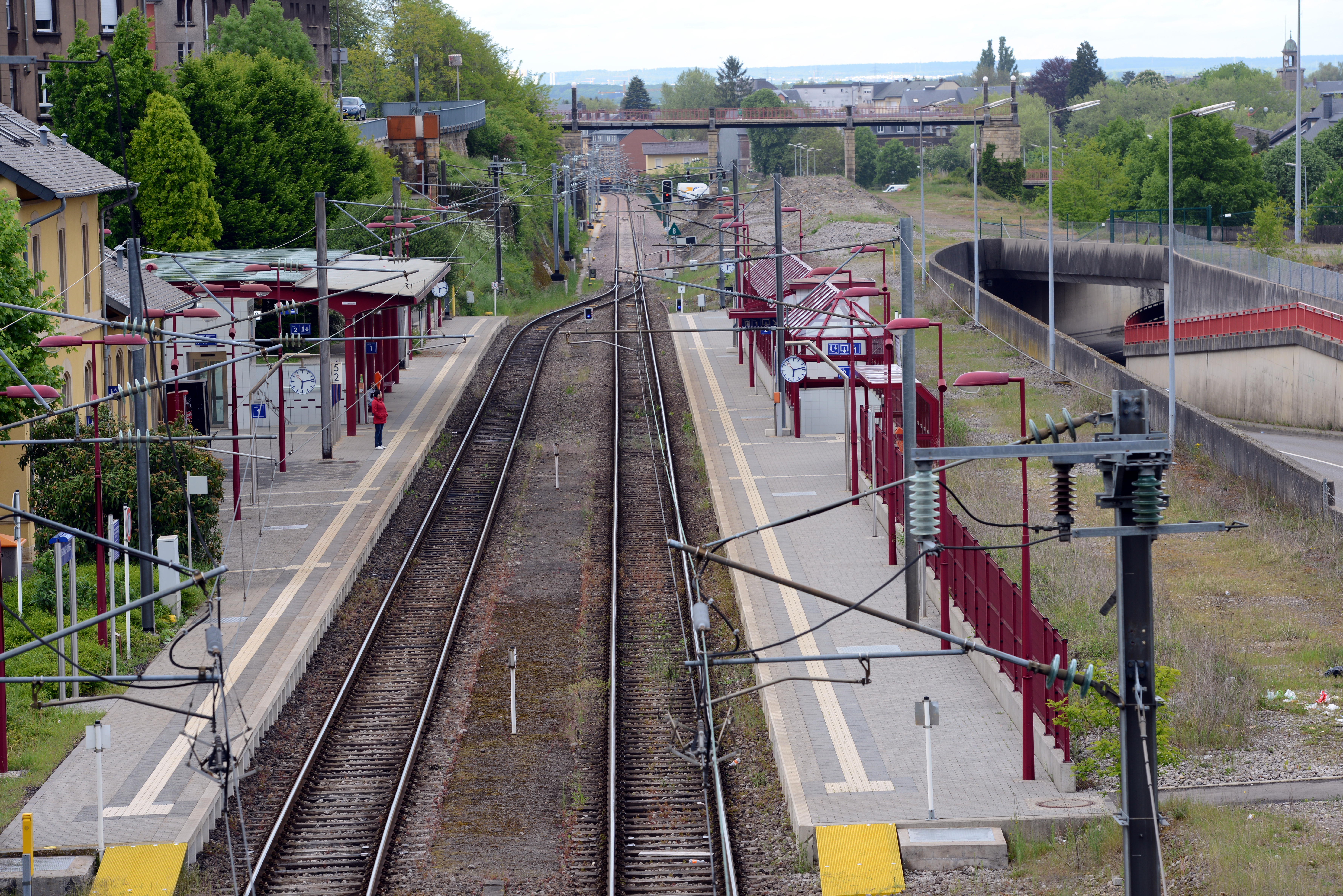
Vue d'ensemble de la gare en 2014.

Le 10 avril 2001, les représentants du Luxembourg et de la région Lorraine signent un protocole pour améliorer et développer les échanges transfrontaliers en transport en commun, notamment ferroviaire. Parmi les divers projets, il est prévu de prolonger la ligne 6b, Bettembourg – Dudelange-Usines jusqu'à la frontière et Volmerange-les-Mines.
Les travaux débutés en 2003, comprennent notamment le prolongement de la voie ferrée par un tronçon de 850 mètres électrifié jusqu'à Volmerange-les-Mines, mais aussi un réaménagement de la gare de Dudelange-Usines avec notamment la reprise des voies, des quais et l'ajout d'un souterrain avec ascenseurs. La nouvelle voie est inaugurée le 10 décembre et la mise en service a lieu le 15 décembre 2003.

## Service des voyageurs

### Accueil
Halte CFL, elle dispose néanmoins d'un bâtiment voyageurs avec une salle d'attente ouverte. La gare est équipée d'un automate pour l'achat de titres de transport.
Un souterrain (avec ascenseurs) permet la traversée des voies et le passage d'un quai à l'autre. Les ascenseurs ont été mis hors service en 2016.

### Desserte
Dudelange-Usines est desservie par des trains Regionalbunn (RB) de la relation Bettembourg - Volmerange-les-Mines,.

### Intermodalité
Un parc pour les vélos (10 places) et un parking pour les véhicules (37 places) y sont aménagés. La gare est desservie par la ligne 9 du transport intercommunal de personnes dans le canton d'Esch-sur-Alzette.

## Galerie de photographies

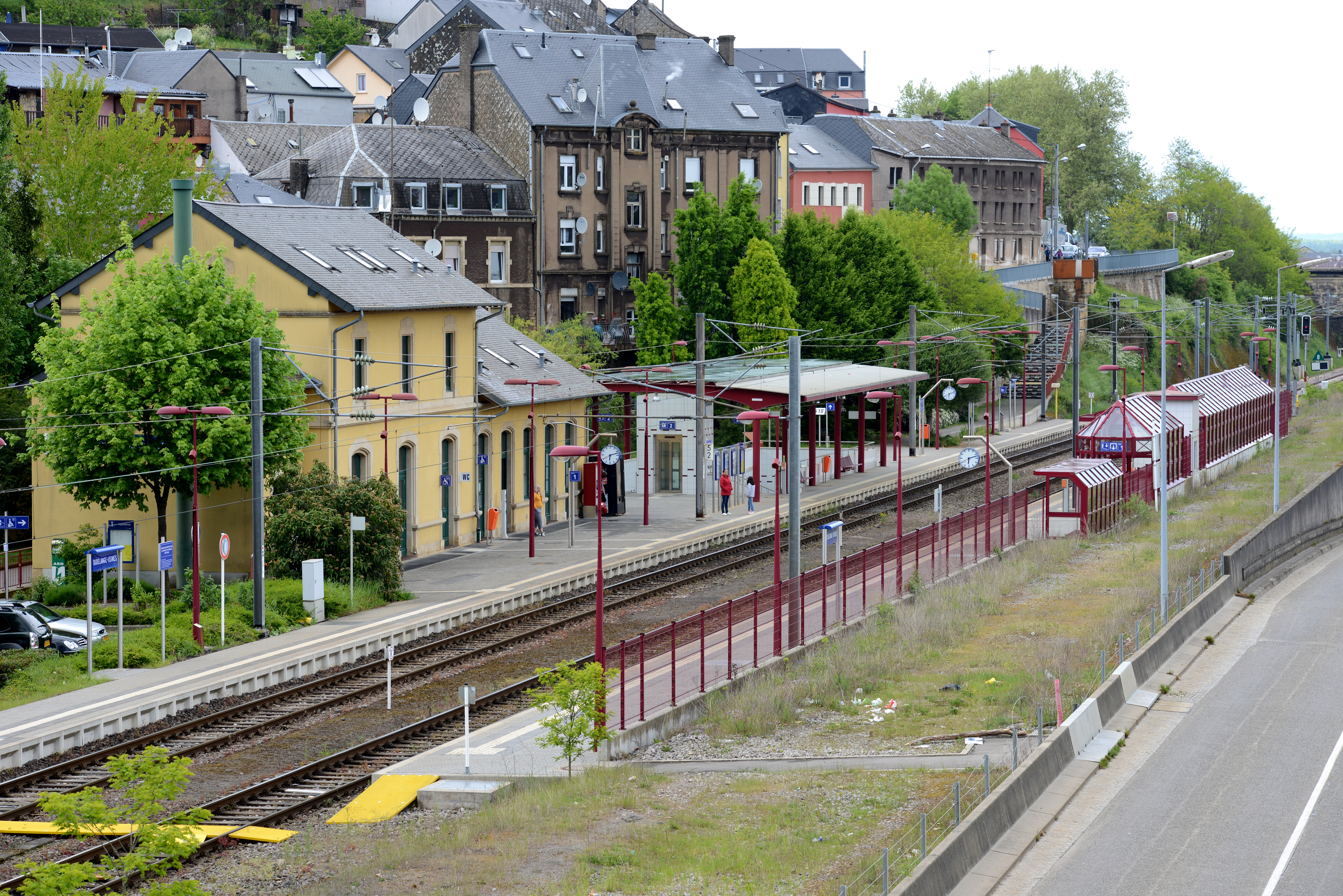
Vue d'ensemble.
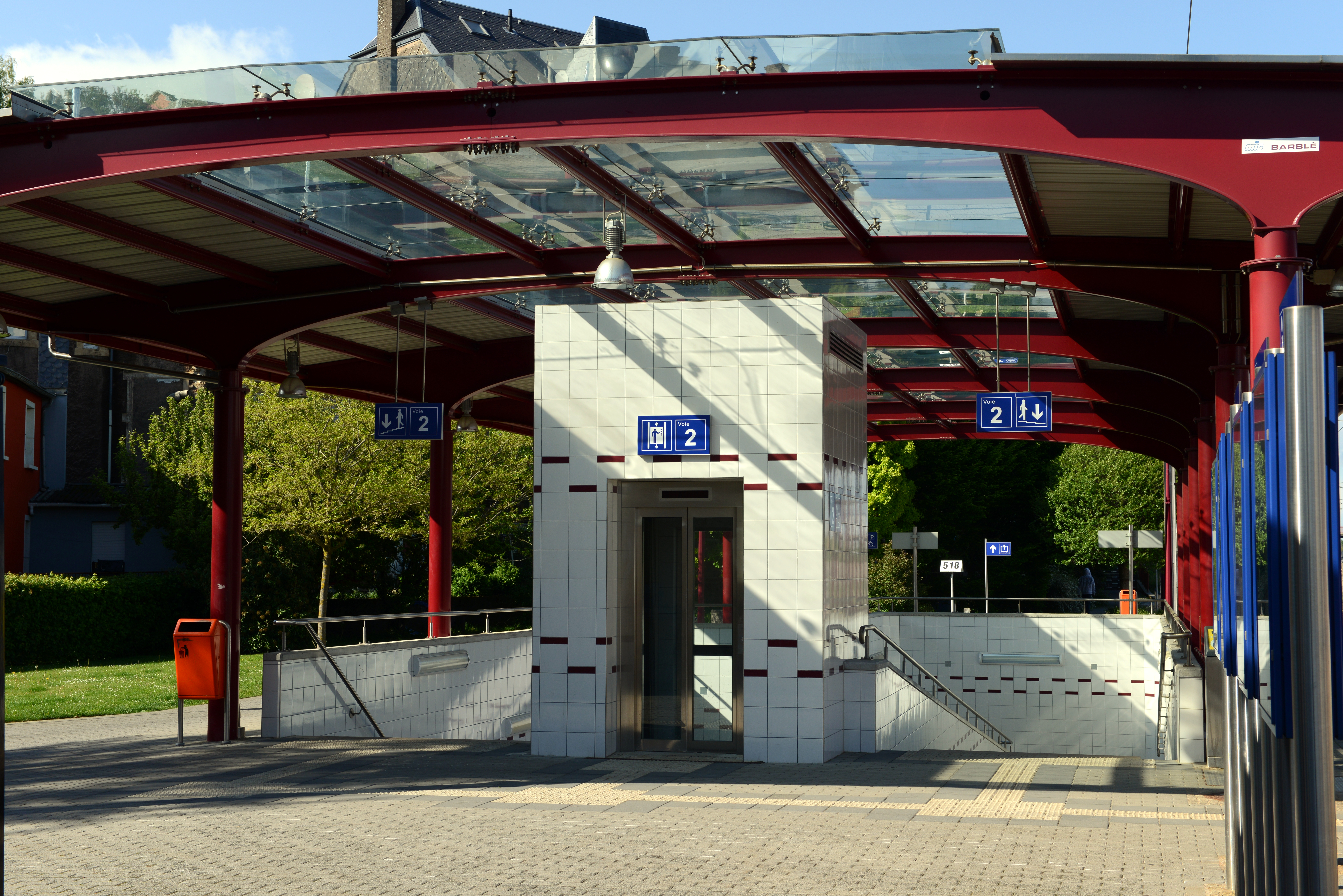
Accès souterrain.
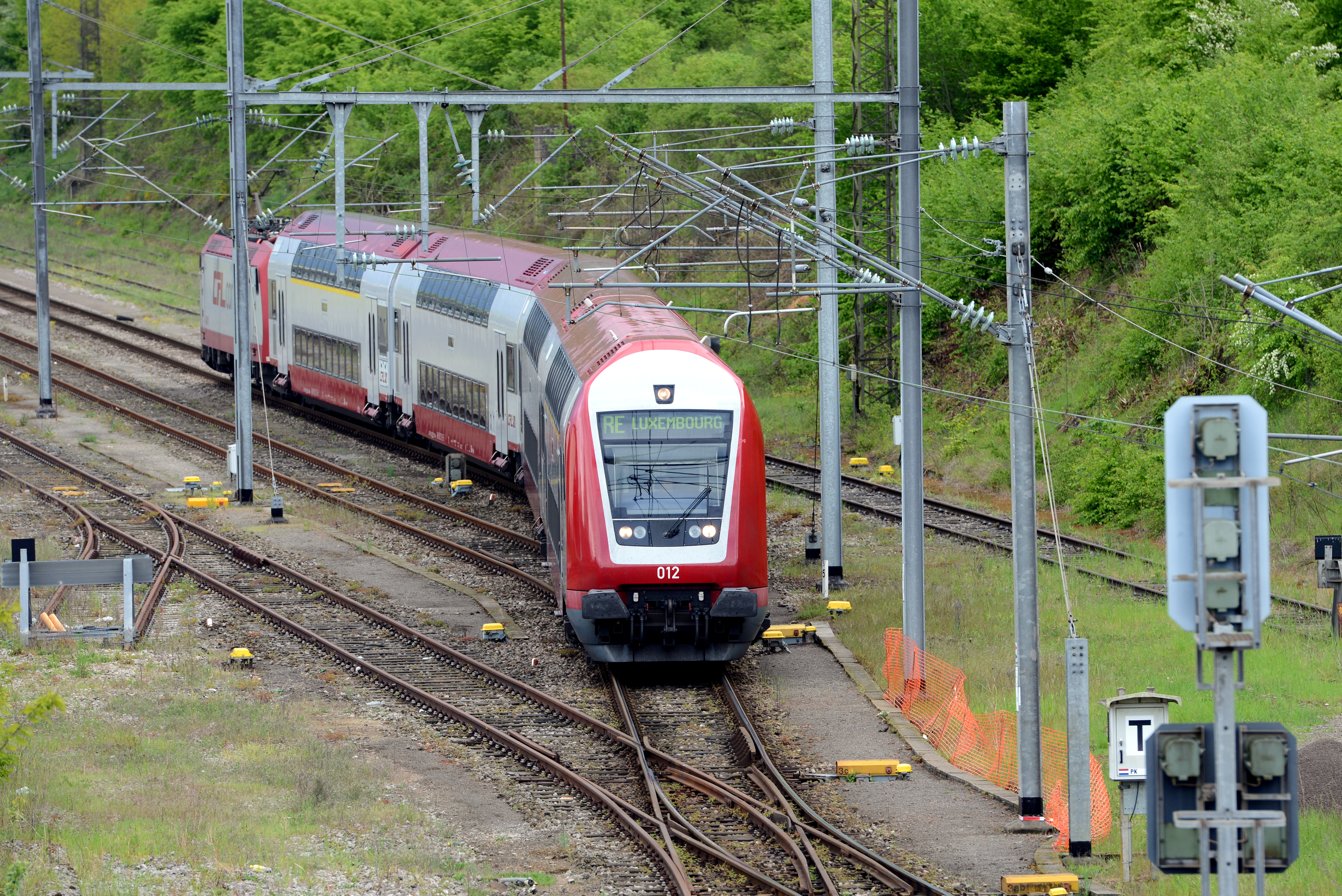
Desserte 2014.
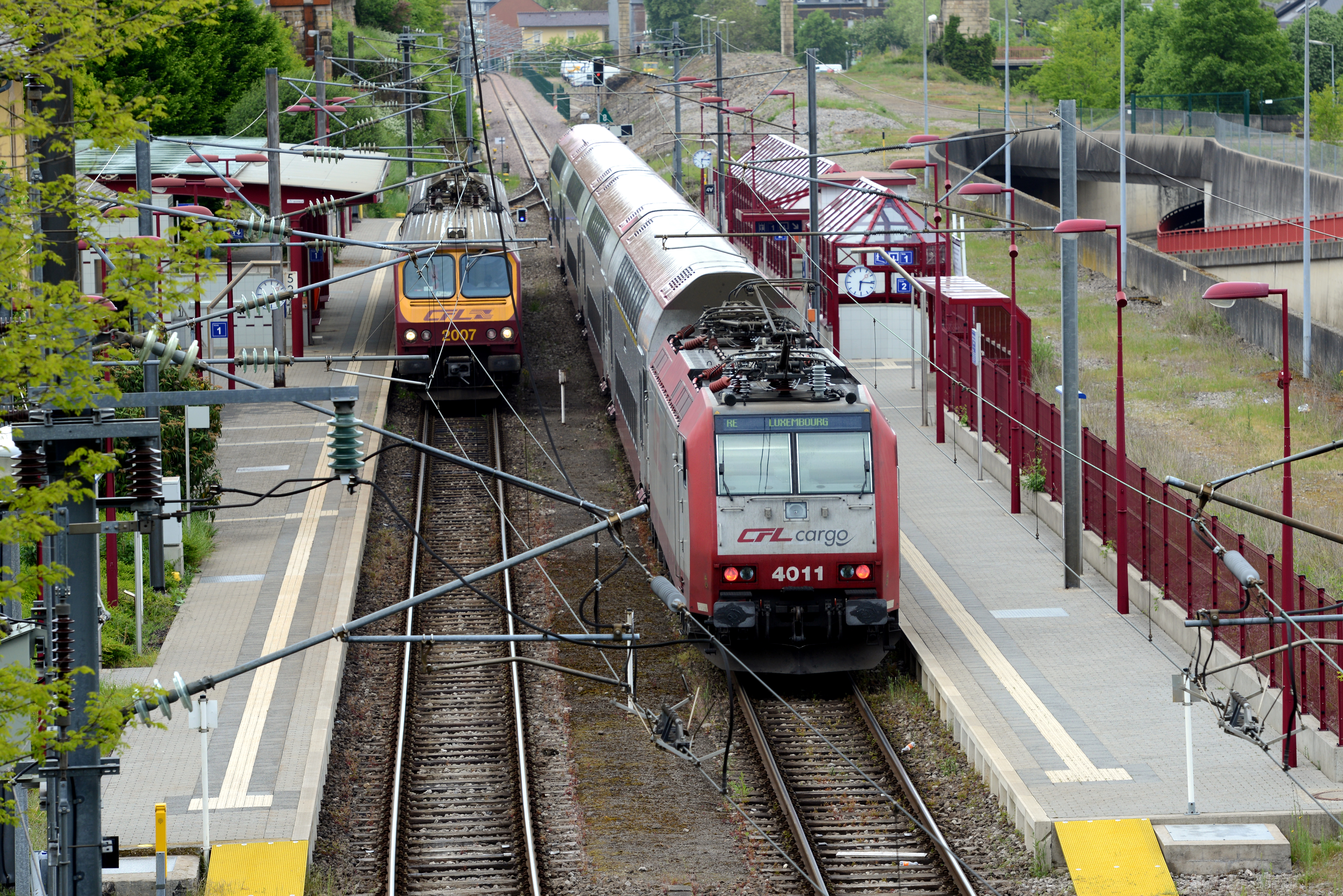
Desserte 2014.